# Stia
Stia är en ort (frazione) och en tidigare kommun i provinsen Arezzo i den italienska regionen Toscana. Den 1 januari 2014 slogs kommunen samman med grannkommunen Pratovecchio och är nu en del av kommunen Pratovecchio Stia. Stia är centralort i den nya kommunen. Den tidigare kommunen hade 2 871 invånare (2013).

## Frazioni
I kommunen fanns, förutom huvudorten Stia, följande ortsdelar (frazioni):
Molin di Bucchio, Palazzo, Papiano, Papiano Alto, Porciano, Santa Maria alle Grazie, Vallucciole.

## Sevärdheter
- Castello di Urbech
- Oratorio di Santo Stefano a Tuleto
- Chiesa di Santa Cristina
- Chiesa di San Lorenzo
- Santuario di Santa Maria delle Grazie
- Pieve di Santa Maria Assunta

## Personer från Stia
- Bernardo Tanucci (1698–1793), statsminister i Kungariket Neapel